# Indyjskie Siły Zbrojne
Indyjskie Siły Zbrojne (dewanagari भारतीय सशस्त्र सेनाएं, Bhāratīya Saśastra Sēnāēn, ang. Indian Armed Forces) – siły zbrojne Republiki Indii. Według rankingu Global Firepower (2021) indyjskie siły zbrojne stanowią czwartą siłę militarną na świecie z rocznym budżetem na cele obronne w wysokości 73,6 mld dolarów (USD). Wojsko jest w pełni zawodowe, główne dowództwo znajduje się w Nowym Delhi. Licząc ponad 1,3 miliona żołnierzy Indie posiadają trzecie siły zbrojne na świecie pod względem liczby regularnego personelu (po ChRL i USA). Ich arsenał obejmuje broń jądrową, 3500 czołgów, 1250 samolotów, 600 śmigłowców i 170 okrętów.

## Konflikty
Od uzyskania niepodległości w 1947 roku Indie toczyły wojny z Pakistanem oraz konflikt graniczny z Chinami. W 1961 zbrojnie przyłączono do kraju enklawy kontrolowane przez Portugalczyków.
- Wojna indyjsko-pakistańska (1947-1948)
- Wyzwolenie Goa (od Portugalii w 1961)
- Wojna chińsko-indyjska (1962)
- Wojna indyjsko-pakistańska (1965)
- Wojna o niepodległość Bangladeszu (1971)
- Wojna indyjsko-pakistańska (1971)
- Wojna o Kargil (1999)

## Zadania
Do zadań sił zbrojnych należą:
- utrzymanie integralności terytorialnej i suwerenności Indii,
- obrona kraju przed agresją z zewnątrz,
- prowadzenie operacji poza terytorium Indii, jeżeli wymagają tego interesy kraju,
- Cold Start - gotowość do szybkiej mobilizacji i podjęcia działań, które nie dopuszczą do eskalacji konfliktu,
- niesienie pomocy ludności cywilnej w czasie klęsk żywiołowych,
- udział w operacjach pokojowych ONZ.

## Organizacja
- Indian Army (wojska lądowe)

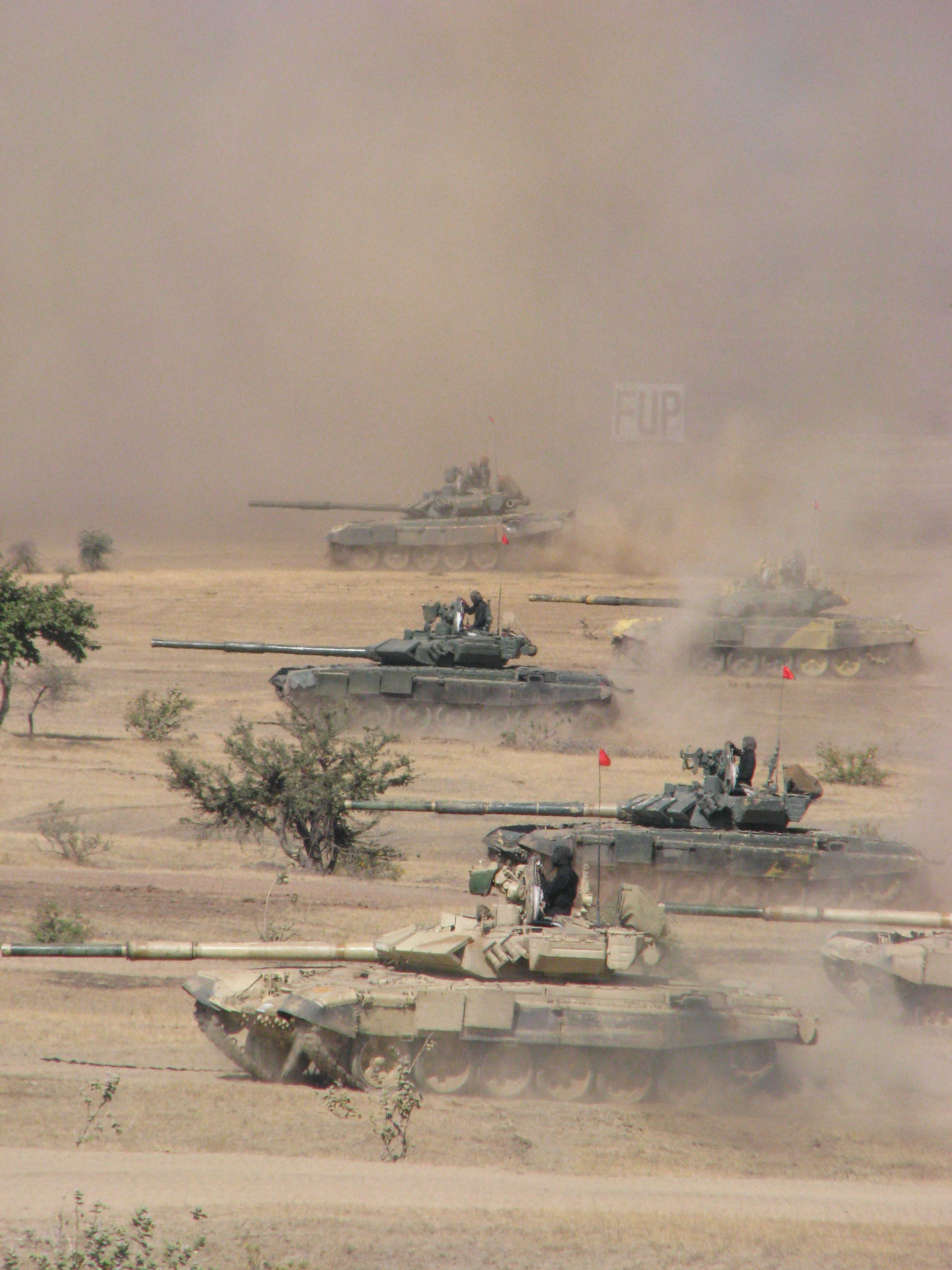
Hinduskie czołgi T-90S

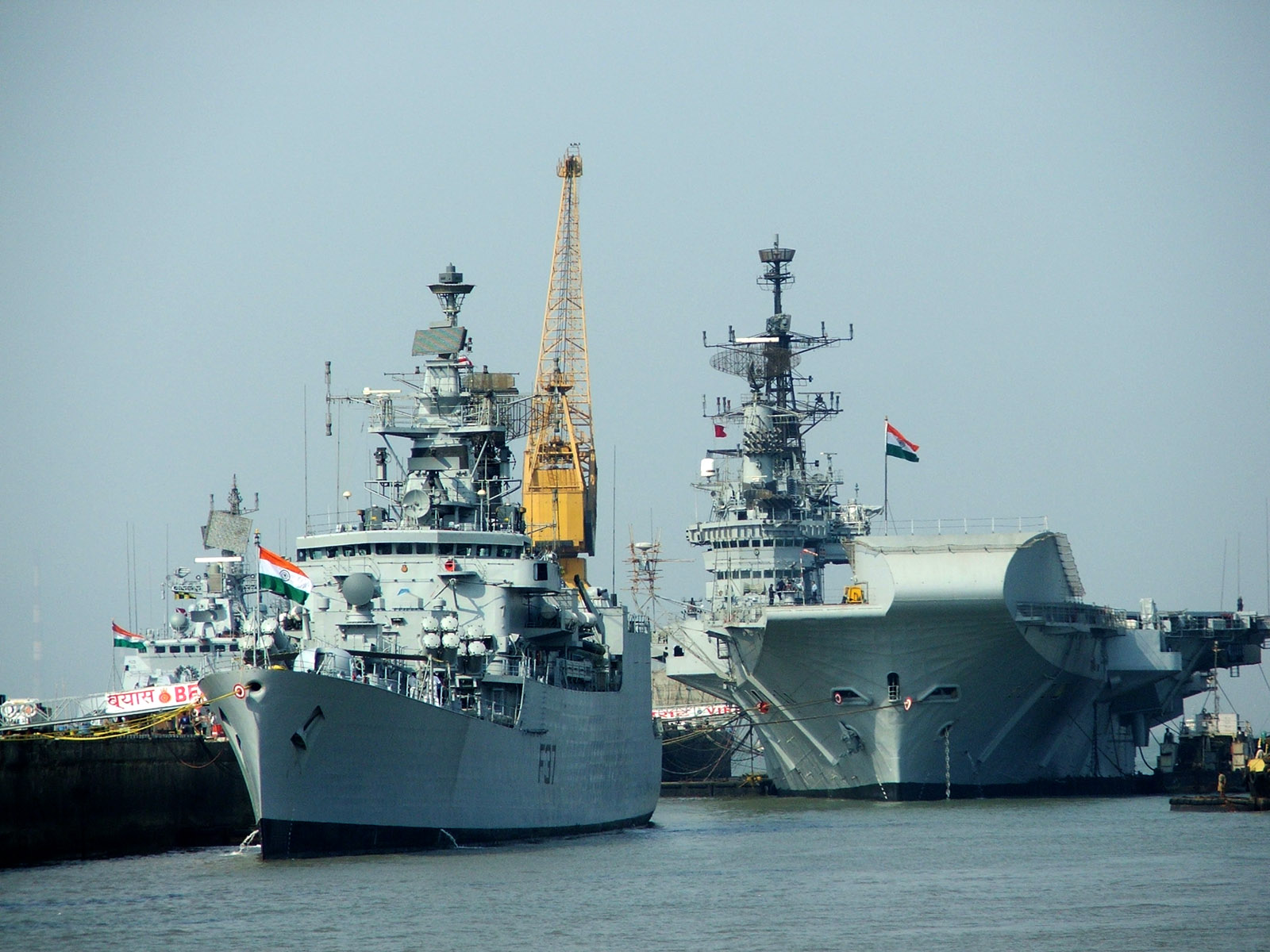
Okręty Indian Navy

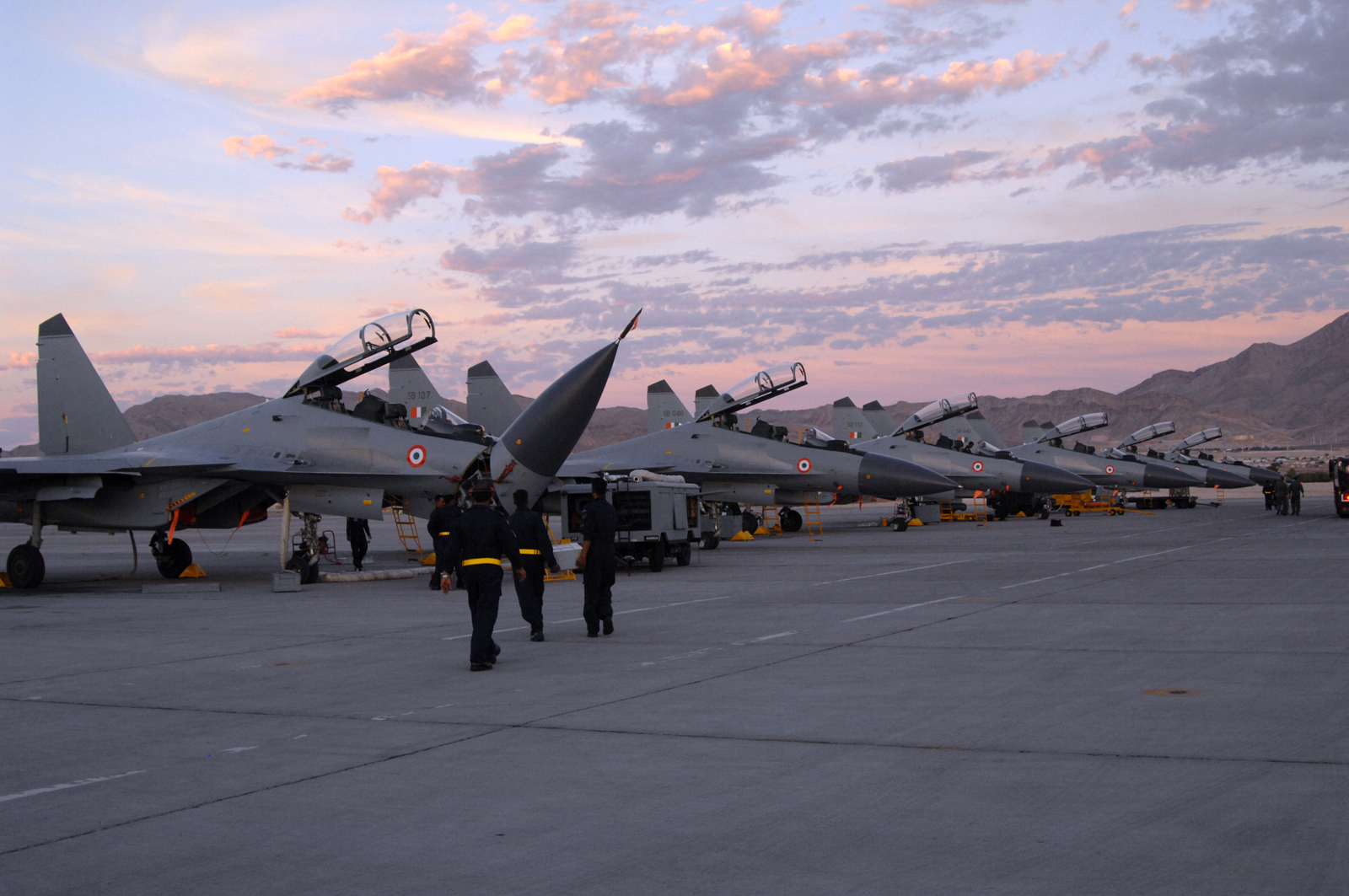
Samoloty Su-30MKI IAF

  - Eastern Command (dowództwo wschodnie) w Kolkacie
  - Central Command (dowództwo centralne) w Lucknow (bez jednostek)
  - Northern Command (dowództwo północne) w Udhampur
  - Southern Command (dowództwo południowe) w Pune
  - South West Command (dowództwo południowo-zachodnie) w Jaipurze
  - Western Command (dowództwo zachodnie) w Chandimandir,
- Indyjska Marynarka Wojenna (marynarka wojenna)
  - Western Naval Command (WNC, morskie dowództwo zachodnie) w Mumbaju,
  - Eastern Naval Command (ENC, morskie dowództwo wschodnie) w Visakhapatnam
  - Southern Naval Command (SNC, morskie dowództwo południowe) w Koczin
  - Andaman and Nicobar Command (A&NC, dowództwo archipelagu Andamarów i Nikobarów) w Port Blair
- Indian Air Force (siły powietrzne)
  - Central Air Command – (CAC, centralne dowództwo powietrzne) w Allahabad, Uttar Pradesh,
  - Eastern Air Command – (EAC, wschodnie dowództwo powietrzne) w Shillong, Meghalaya,
  - Southern Air Command – (SAC, południowe dowództwo powietrzne) w Thiruvananthapuram, Kerala,
  - South Western Air Command – (SWAC, południowo-zachodnie dowództwo powietrzne) w Gandhinagar, Gujarat,
  - Western Air Command – (WAC, Zachodnie dowództwo powietrzne) w Subroto Park, Nowe Delhi
- Indian Coast Guard (straż wybrzeża)
  - Western Region (region zachodni) w Mumbaju,
  - Eastern Region (region wschodni) w Ćennaji

## Import uzbrojenia
Indie od wielu lat pozostają w czołówce, obok krajów Bliskiego Wschodu, największych importerów uzbrojenia. W latach 2006–2010 Indie były największym importerem broni, odpowiadając za 9% wartości światowego handlu uzbrojeniem, z tego 82% pochodziło z Rosji. W 2013 roku wartość importu uzbrojenia z Rosji wyniosła 4,78 mld USD. Kraj stara się uniezależnić od zagranicznych dostawców warunkując zawieranie kontraktów od transferu technologii i uruchomienia produkcji w Indiach. W ciągu ostatniej dekady Indie realizują lub podpisały kontrakty o wartości około 50 mld USD, do 2020 roku ta suma może wzrosnąć do 100 mld USD. Wśród największych dostawców i przedmiotów transakcji z ostatnich lat można wyróżnić:
- Rosja: 272 samoloty Su-30MKI, 45 MiG-29K, 1600 czołgów T-90S, 151 śmigłowców Mi-17V-5, 14 Ka-31, 6 fregat Talwar, lotniskowiec Admirał Gorszkow, okręt podwodny Akuła II, 6 samolotów tankujących Ił-78, modernizacja 59 MiG-29
- Francja: 36 samolotów Dassault Rafale za kwotę 7,8 mld euro[6], modernizacja 49 Mirage 2000, 6 okrętów podwodnych Scorpène
- Stany Zjednoczone: samoloty: 10 C-17A, 12 C-130J, 8 P-8I Neptune, śmigłowce: 22 Boeing AH-64 Apache, 15 Boeing CH-47 Chinook[7]
- Izrael: BSL: IAI Searcher, IAI Heron, 6 samolotów AWACS Ił-76 EL/M-2075 Phalcon, systemy przeciwlotnicze: Barak SAM, Spyder SAM
- Wielka Brytania: 123 BAE Hawk 132, 37 SEPECAT Jaguar

## Partnerstwo francusko - indyjskie
Przez ostatnie kilka lat Indie i Francja wypracowały bardzo dobre stosunki. Samo partnerstwo zostało zapoczątkowane w 1989 roku. Miało opierać się na współpracy: obronnej, kosmicznej oraz w kwestii cywilnego wykorzystania energii nuklearnej. Najintensywniej współpraca ta działa w zakresie wspólnych ćwiczeń wojskowych i przemyśle zbrojeniowym. 
Varuna czyli ćwiczenia francusko-indyjskie ze względu na swoją historię (20 lat tradycji) odbywają się z dużą częstotliwością. W 2021 roku odbyły się trzydniowe szkolenia obu marynarek, a w 2022 roku dodatkowo poszerzono cele szkoleń: objęto ćwiczeniami także kwestię wojny morskiej. 
Garuda to także ćwiczenia francusko-indyjskie, odbywają się na terenie Francji lub Indii, jednak nieregularnie. Ostatnie ćwiczenia Garuda miały miejsce w czerwcu 2019 roku.
Dodatkowo 10 marca 2018 roku Francja i Indie podpisały umowę, zapewniającą wzajemne wsparcie logistyczne między siłami zbrojnymi. 